# Glenn Morshower
Glenn Morshower, född 24 april 1959 i Dallas i Texas i USA, är en amerikansk skådespelare.
Han är mest känd för sin roll som livvakten Aaron Pierce från tv-serien 24 (TV-serie) där han medverkar i 7 säsonger.

## Filmografi i urval
- 1992 - Under belägring
- 1995 - På heder och samvete (TV-serie) (5 avsnitt, 1995-2001)
- 1997 - Air Force One (film)
- 1998 - Arkiv X (1 avsnitt)
- 2001 - Pearl Harbor (film)
- 2001-02 - Vita huset (TV-serie) (9 avsnitt)
- 2007 - Transformers (film)
- 2009 - The Men Who Stare at Goats
- 2009 - Transformers: De besegrades hämnd
- 2011 - X-Men: First Class
- 2011 - Transformers: Dark of the Moon
- 2012 - Dallas

## TV-spelsroller
- 2011 - Battlefield 3 - Agent Gordon
- 2009 - Call of Duty: Modern Warfare 2 - Overlord